# David W. Anthony
David W. Anthony ist ein US-amerikanischer Anthropologe, Hochschullehrer und emeritierter Professor für Anthropologie am Hartwick College und Archäologe. Er ist auf indoeuropäische Migrationen spezialisiert und ein Befürworter der Kurgan-Hypothese (Jamnaja-Kultur).

## Leben und Wirken
Anthony wuchs in Ashland, Virginia, auf, wo seine Mutter Laura, geborene Beatty (* 1918), und sein Vater David Forsyth Anthony (1919–2000) aus Lynchburg, lebten. Sein Vater unterrichtete am Randolph-Macon College für Asian studies und war u. a. Lehrer für Japanisch. Er hat noch zwei Geschwister, und zwar Laura Barlow Anthony und Alexander F. Anthony.
Er erhielt seinen Ph.D. in Anthropologie an der University of Pennsylvania. Seit dem Jahre 1987 bis zur Emeritierung war er am Hartwick College in Oneonta, New York, Professor für Anthropologie sowie Kurator für Anthropologie am dortigen Yager Museum für Kunst und Kultur, Yager Museum of Art & Culture. Bekannt wurde Anthony für seine umfangreichen archäologischen Feldforschungen in der Ukraine, in Russland und in Kasachstan. Zeitweise war er, zusammen mit seiner Gattin Dorcas R. Brown, Mitherausgeber des Journal of Indo-European Studies, das 1973 gegründet worden war.
Eines seiner wichtigsten Forschungsgebiete ist die Domestizierung des Pferdes.

## Publikationen (Auswahl)
- The Horse, the Wheel and Language: How Bronze-Age Riders from the Eurasian Steppes Shaped the Modern World. 2007
- A Bronze Age Landscape in the Russian Steppes: The Samara Valley Project. 2016, Mitautor
- The Rise and Fall of Old Europe. S. 29–56, In: David W. Anthony, Jennifer Y. Chi (Hrsg.): The Lost World of Old Europe. The Danube Valley, 5000–3500 bc. Princeton University Press, Princeton/Oxford 2010, ISBN 978-0-691-14388-0 (online auf e-edu.nbu.bg; PDF; 9,3 MB)
- Migration in Archeology: The Baby and the Bathwater. American Anthropologist, New Series, Band 92, Nr. 4 (Dezember 1990), S. 895–914.